# Waramin
Waramin (persisch ورامين Varāmīn, DMG Warāmin) ist eine Großstadt in der iranischen Provinz Teheran.

## Geografie
Waramin liegt in einer fruchtbaren Ebene, die aus den Höhenzügen des Alborz bewässert wird. Die Ebene liegt auf einem Höhenniveau von 915 m. Die Stadt liegt circa 42 km südlich der Hauptstadt. Sie hat knapp 220.000 Einwohner (Zensus 10/2011). In den ersten Jahren des 21. Jahrhunderts hat sich die Bevölkerung nahezu vervierfacht, ein hohes Bevölkerungswachstum, wie es in vielen iranischen Städten zu beobachten ist.

## Geschichte
Die Stadt erreichte erhebliche Bedeutung unter den Mongolen, nachdem das antike Machtzentrum Rey zerstört worden war. Trotz erbitterter Widerstände musste Rey sich den Anstürmen der Mongolen im Jahr 1221 endgültig geschlagen geben. Als Hauptstadt folgte Teheran, Waramain wuchs daneben erheblicher regionaler Einfluss zu.
Die Gegend um Waramin ist die Heimat verschiedener Ethnien, wie den Kurden, den Luren, Afschar, Shahsavan, Qhashqhai, Turkomen und Arabern. Viele der genannten und ehemals nomadisch lebenden Ethnien wurden von Reza Schah Pahlavi im Rahmen von dessen Zersplitterungspolitik in den 1920er Jahren angesiedelt.

## Wirtschaft
Die Stadt hat eine lange Tradition der Herstellung vorzüglicher – langer – Kelims und sehr feinen Tierfellen.

## Verkehr
Die Stadt besitzt einen Bahnhof an der Transiranischen Eisenbahn.

## Sehenswürdigkeiten
In Waramin sind einige alte Sehenswürdigkeiten erhalten.
Die Freitagsmoschee von Waramin stammt aus dem Jahr 1326. Es handelt sich um eine typische Vier-Iwan-Moschee mit außergewöhnlichen Stuckarbeiten auf der rechten Seite des Baus. Die Westseite ist zerstört. Durch Gerüstzüge können die Moschee-Reste aber gesichert und damit erhalten werden. Sie trägt charakteristische Kennzeichen der Ilchane-Architektur, so die Betonung der Vertikaltendenz und reichem Dekor aus glasierter Keramik. Aus der Zeit des friedliebenden Timuriden Schāh Ruch (15. Jahrhundert) stammt eine schöne, torartige in die Wand eingelassene Nische, ein sogenannter Mihrab.
Beim Emamzadeh Yahya handelt es sich um ein Kugelgrab, das in einem Außenbezirk der Stadt liegt. Die ursprünglich vorhandenen Fliesen aus dem 13. Jahrhundert liegen heute verteilt in verschiedenen Museen.  Der 1307 angefertigte Grabstein findet sich in der Eremitage von Sankt Petersburg.
Aus dem Jahr 1289 ist ein Ziegelgrabturm zu Ehren von Aladdin, einem Nachkommen des Propheten, erhalten, der sich noch in gutem Zustand befindet. Eine weitere bedeutende Moschee der Stadt ist die Masjed-e Serif, von der allerdings nur noch das Portal vorhanden ist. Sie stammt aus dem Jahr 1307. Auffallend ist auch ein achteckiger Grabturm aus dem Jahr 1330, worin Shah Hossein seine letzte Ruhe gefunden hat.
Die Stadt kann von Teheran aus im Rahmen einer Tagesvisite aufgesucht werden. Es verkehren Sammeltaxis und Minibusse.

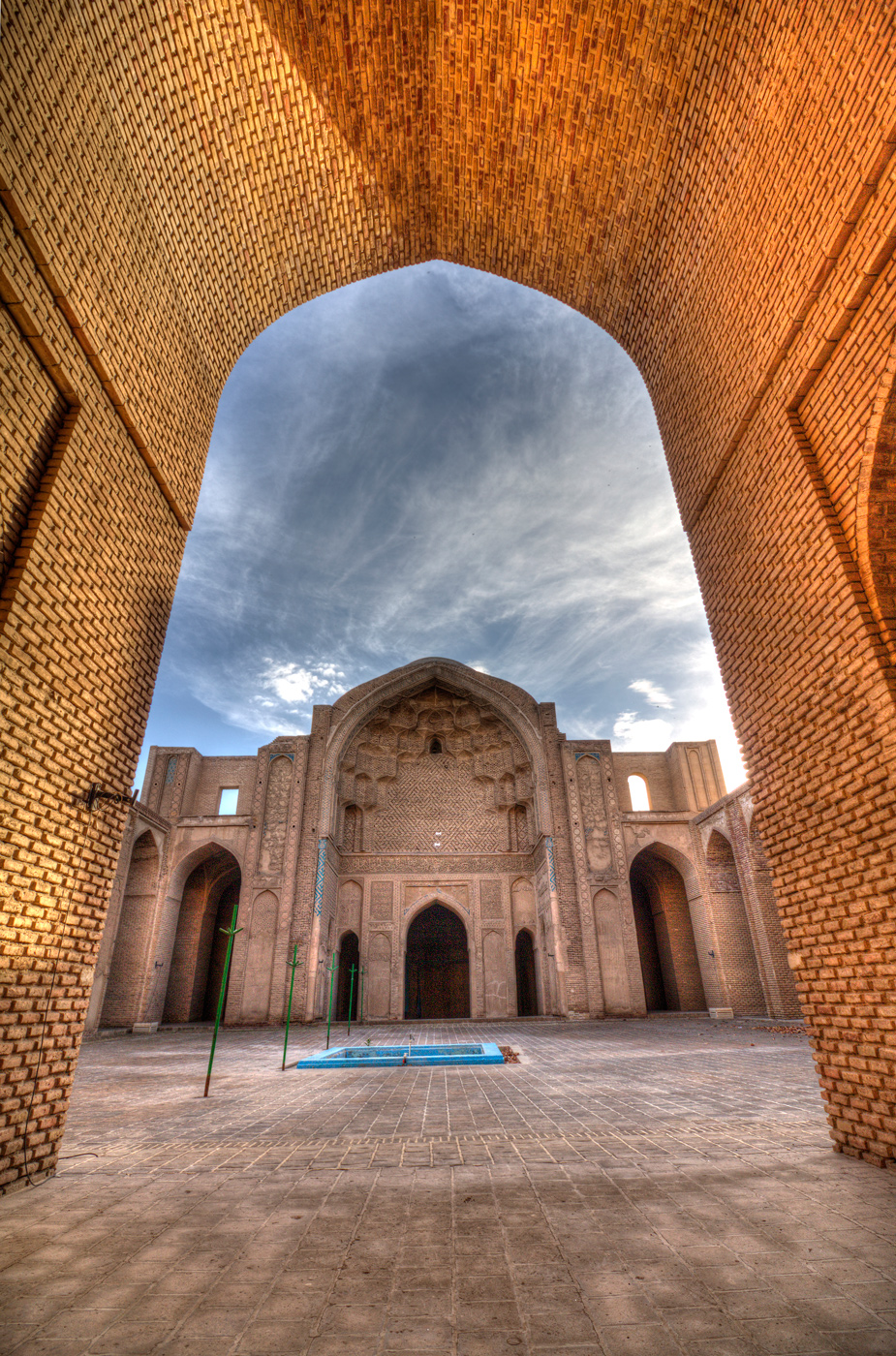
Die Freitagsmoschee von Waramin aus der Periode des Ilchane
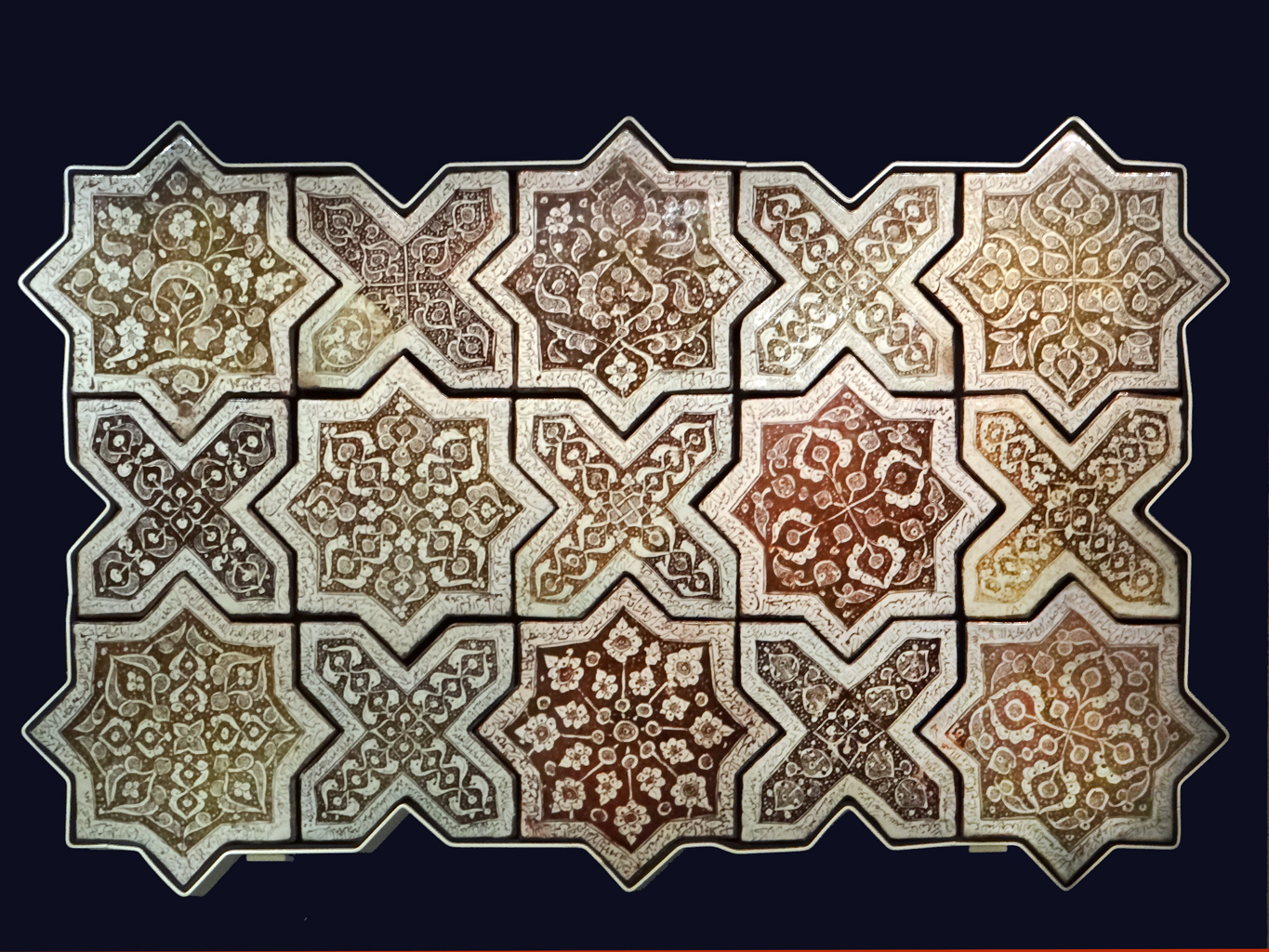
Fliesen auf der Emamzade Yahya
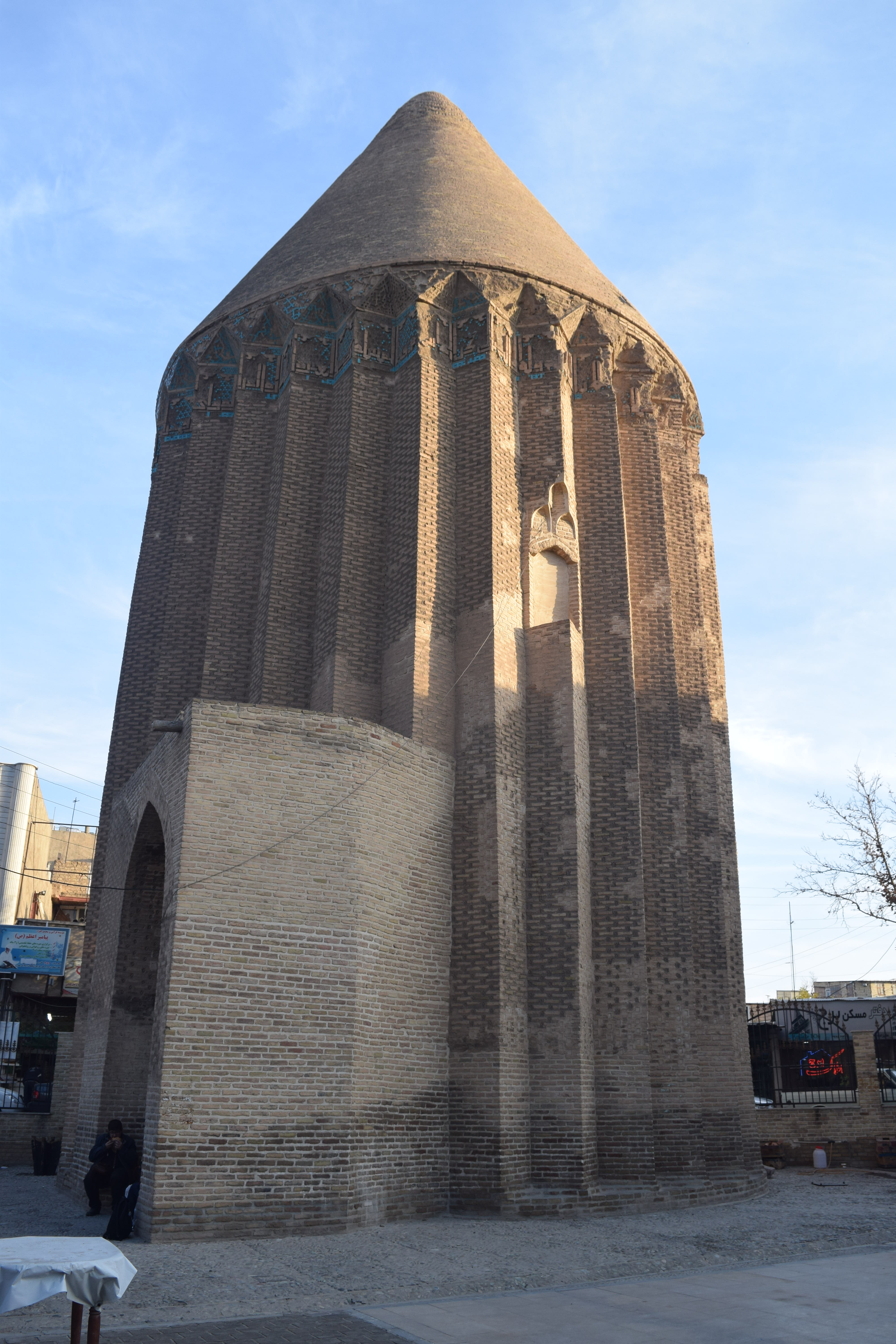
Aladdin-Turm